# Mistrzostwa Europy w Piłce Ręcznej Mężczyzn 2018
Mistrzostwa Europy w Piłce Ręcznej Mężczyzn 2018 – trzynaste mistrzostwa Europy w piłce ręcznej mężczyzn, oficjalny międzynarodowy turniej piłki ręcznej o randze mistrzostw kontynentu organizowany przez EHF, mający na celu wyłonienie najlepszej męskiej reprezentacji narodowej w Europie. Odbył się w dniach od 12 do 28 stycznia 2018 roku w Chorwacji. W turnieju wzięło udział szesnaście zespołów, automatycznie do mistrzostw awansowała reprezentacja Chorwacji jako gospodarze zawodów, zaś o pozostałe miejsca odbywały się kwalifikacje.
Sprzedaż biletów rozpoczęła się w styczniu 2017 roku, a ich ceny zaczynały się od 150 HRK ze zniżkami na pakiety obejmujące wszystkie mecze na danej hali. Pod koniec czerwca 2017 roku opublikowano harmonogram mistrzostw. Wraz z losowaniem grup przedstawiono oficjalną turniejową piłkę, pół roku później premierę miała oficjalna piosenka zawodów, którą wykonywała Indira Levak. Maskotką mistrzostw został pies rasy tornjak, którego imię – Tor – zostało wyłonione w konkursie.
Pierwszy w historii tytuł zdobyli Hiszpanie po zwycięstwie nad Szwedami, brąz przypadł zaś Francuzom. W przeciwieństwie do poprzednich edycji kwalifikacji na następne MŚ nie uzyskali wszyscy trzej medaliści, a jedynie zwycięzca; po raz pierwszy triumfator uzyskał też automatyczny awans na kolejne ME.
Po zakończonym turnieju EHF opublikowała statystyki indywidualne i drużynowe, a także jakościowe. Najwięcej bramek w zawodach rzucił Czech Ondřej Zdráhala, któremu doliczono jeszcze jedną po zakończeniu turnieju.

## Wybór organizatora
W czerwcu 2013 roku EHF ustaliła ramy czasowe wyboru organizatora. Wstępne zainteresowanie organizacją mistrzostw w wyznaczonym terminie 4 września 2013 roku wyraziły trzy kraje: Chorwacja, Norwegia i Szwecja. Ostateczny termin składania oficjalnych aplikacji upływał 10 grudnia 2013 roku, zaś decyzja miała zostać podjęta na Kongresie EHF w Dublinie we wrześniu 2014 roku. W wyznaczonym przez EHF terminie kraje te potwierdziły swe kandydatury, w ciągu miesiąca miały one zostać wstępnie rozpatrzone przez zarząd tej organizacji. Do ostatniego etapu przeszła jedynie kandydatura Chorwacji, która została wyznaczona na gospodarza turnieju.
Chorwacja gościć będzie finały mistrzostw Europy po raz drugi, poprzednio była gospodarzem w 2000 roku.

## Obiekty
W dokumentach aplikacyjnych Hrvatski rukometni savez wskazał cztery hale, które potwierdzone zostały przy przyznawaniu Chorwacji organizacji zawodów.
| Zagrzeb           | ZagrzebSplitVaraždinPoreč | Split                   |
| ----------------- | ------------------------- | ----------------------- |
| Arena Zagreb      | ZagrzebSplitVaraždinPoreč | Spaladium Arena         |
| Pojemność: 15 200 | ZagrzebSplitVaraždinPoreč | Pojemność: 11 000       |
|                   | ZagrzebSplitVaraždinPoreč |                         |
| Varaždin          | ZagrzebSplitVaraždinPoreč | Poreč                   |
| Varaždin Arena    | ZagrzebSplitVaraždinPoreč | Športska dvorana Žatika |
| Pojemność: 5 200  | ZagrzebSplitVaraždinPoreč | Pojemność: 3 700        |
|                   | ZagrzebSplitVaraždinPoreč |                         |

## Eliminacje
Właściwy turniej eliminacyjny rozgrywany był z udziałem 28 reprezentacji podzielonych na siedem grup po cztery zespoły, a udział w tej fazie część zespołów wywalczyła we wcześniejszych kwalifikacjach. Awans do turnieju finałowego mistrzostw Europy uzyskali zwycięzcy grup oraz drużyny z drugiego miejsca, a także najlepszy zespół spośród tych z trzecich miejsc.

## Zespoły
| Reprezentacja      | Podstawa kwalifikacyjna             | Mistrzostwa 2016 |
| ------------------ | ----------------------------------- | ---------------- |
| Chorwacja          | Gospodarz                           | 3. miejsce       |
| Dania              | 1. miejsce w 1 grupie eliminacyjnej | 6. miejsce       |
| Węgry              | 2. miejsce w 1 grupie eliminacyjnej | 12. miejsce      |
| Białoruś           | 1. miejsce w 2 grupie eliminacyjnej | 10. miejsce      |
| Serbia             | 2. miejsce w 2 grupie eliminacyjnej | 15. miejsce      |
| Hiszpania          | 1. miejsce w 3 grupie eliminacyjnej | 2. miejsce       |
| Austria            | 2. miejsce w 3 grupie eliminacyjnej | –                |
| Macedonia Północna | 1. miejsce w 4 grupie eliminacyjnej | 11. miejsce      |
| Czechy             | 2. miejsce w 4 grupie eliminacyjnej | –                |
| Niemcy             | 1. miejsce w 5 grupie eliminacyjnej | Mistrzostwo      |
| Słowenia           | 2. miejsce w 5 grupie eliminacyjnej | 14. miejsce      |
| Szwecja            | 1. miejsce w 6 grupie eliminacyjnej | 8. miejsce       |
| Czarnogóra         | 2. miejsce w 6 grupie eliminacyjnej | 16. miejsce      |
| Francja            | 1. miejsce w 7 grupie eliminacyjnej | 5. miejsce       |
| Norwegia           | 2. miejsce w 7 grupie eliminacyjnej | 4. miejsce       |
| Islandia           | Najlepszy zespół z 3. miejsca       | 13. miejsce      |

## Losowanie grup
Losowanie grup zostało zaplanowane na 23 czerwca 2017 roku w Koncertna dvorana Vatroslava Lisinskog w Zagrzebiu, a przed nim drużyny zostały podzielone na cztery koszyki na podstawie wyników osiągniętych podczas Mistrzostw Europy 2016 i  eliminacji do ME 2018. Dodatkowo cztery reprezentacje zostały przydzielone już na tym etapie do konkretnych grup.
| Koszyk 1  |
| --------- |
| Niemcy    |
| Hiszpania |
| Chorwacja |
| Francja   |

| Koszyk 2           |
| ------------------ |
| Dania              |
| Białoruś           |
| Szwecja            |
| Macedonia Północna |

| Koszyk 3   |
| ---------- |
| Norwegia   |
| Serbia     |
| Czarnogóra |
| Czechy     |

| Koszyk 4 |
| -------- |
| Węgry    |
| Słowenia |
| Austria  |
| Islandia |

W wyniku losowania, które przeprowadzili Kristian Sæverås, Igor Vori, Gergely Harsányi i Gašper Marguč, wyłonione zostały cztery czterozespołowe grupy pierwszej fazy turnieju.
| Grupa A Split |
| ------------- |
| Chorwacja     |
| Szwecja       |
| Serbia        |
| Islandia      |

| Grupa B Poreč |
| ------------- |
| Francja       |
| Białoruś      |
| Norwegia      |
| Austria       |

| Grupa C Zagrzeb    |
| ------------------ |
| Niemcy             |
| Macedonia Północna |
| Czarnogóra         |
| Słowenia           |

| Grupa D Varaždin |
| ---------------- |
| Hiszpania        |
| Dania            |
| Czechy           |
| Węgry            |

## Sędziowie
Na początku lipca 2017 roku EHF opublikowała listę czternastu par sędziowskich, spośród których dwanaście zostanie wyznaczonych do sędziowania meczów turnieju finałowego. Nastąpiło to pod koniec października tego roku, a na końcowej liście nie znaleźli się spośród nich arbitrzy z Łotwy i Szwajcarii.
- Andrej Gusko i Siarhiej Repkin
- Matija Gubica i Boris Milošević
- Václav Horáček i Jiří Novotný
- Martin Gjeding i Mads Hansen
- Laurent Reveret i Stevann Pichon
- Óscar Raluy i Ángel Sabroso
- Mindaugas Gatelis i Vaidas Mažeika
- Renārs Līcis i Zigmārs Sondors
- Ǵorgi Naczewski i Sławe Nikołow
- Lars Geipel i Marcus Helbig
- Duarte Santos i Ricardo Fonseca
- Evgeny Zotin i Nikolay Volodkov
- Sorin-Laurenţiu Dinu i Constantin Din
- Arthur Brunner i Morad Salah

## Faza wstępna

### Grupa A (Split)
| 12 stycznia 201818:15 | Szwecja | 24:26(8:15) | Islandia | Spaladium Arena, Split Widzów: 8700 Sędzia: Nikolov, Nachevski |
| 12 stycznia 201818:15 | Jim Gottfridsson 6 · Simon Jeppsson 4 · Lukas Nilsson 3 · Mattias Zachrisson 3 · Albin Lagergren 2 · Jerry Tollbring 2 · Niclas Ekberg 1 · Johan Jakobsson 1 | 24:26(8:15) | 7 Ólafur Guðmundsson · 5 Arnór Þór Gunnarsson · 5 Rúnar Kárason · 5 Guðjón Valur Sigurðsson · 3 Aron Pálmarsson · 1 Janus Daði Smárason | Spaladium Arena, Split Widzów: 8700 Sędzia: Nikolov, Nachevski |
| 12 stycznia 201818:15 | 4× · 2× | 24:26(8:15) | 2× · 3× | Spaladium Arena, Split Widzów: 8700 Sędzia: Nikolov, Nachevski |

| 12 stycznia 201820:30 | Chorwacja | 32:22(14:9) | Serbia | Spaladium Arena, Split Widzów: 11 000 Sędzia: Geipel, Helbig |
| 12 stycznia 201820:30 | Luka Stepančić 6 · Manuel Štrlek 6 · Luka Cindrić 4 · Zlatko Horvat 4 · Ivan Čupić 2 · Domagoj Duvnjak 2 · Igor Karačić 2 · Lovro Mihić 2 · Marko Kopljar 1 · Stipe Mandalinić 1 · Željko Musa 1 · Igor Vori 1 | 32:22(14:9) | 6 Petar Nenadić · 5 Nemanja Zelenović · 3 Nemanja Ilić · 2 Dobrivoje Marković · 2 Žarko Šešum · 1 Bojan Beljanski · 1 Mijajlo Marsenić · 1 Bogdan Radivojević · 1 Marko Vujin | Spaladium Arena, Split Widzów: 11 000 Sędzia: Geipel, Helbig |
| 12 stycznia 201820:30 | 2× · 2× | 32:22(14:9) | 4× · 2× | Spaladium Arena, Split Widzów: 11 000 Sędzia: Geipel, Helbig |

| 14 stycznia 201818:15 | Serbia | 25:30(10:16) | Szwecja | Spaladium Arena, Split Widzów: 9500 Sędzia: Gjeding, Hansen |
| 14 stycznia 201818:15 | Nemanja Ilić 5 · Petar Nenadić 4 · Bojan Beljanski 3 · Žarko Šešum 3 · Petar Đorđić 2 · Darko Đukić 2 · Dobrivoje Marković 2 · Mijajlo Marsenić 2 · Milan Jovanović 1 · Nemanja Zelenović 1 | 25:30(10:16) | 5 Albin Lagergren · 4 Niclas Ekberg · 4 Johan Jakobsson · 4 Lukas Nilsson · 3 Jesper Nielsen · 3 Hampus Wanne · 3 Mattias Zachrisson · 1 Jim Gottfridsson · 1 Philip Henningsson · 1 Simon Jeppsson · 1 Jerry Tollbring | Spaladium Arena, Split Widzów: 9500 Sędzia: Gjeding, Hansen |
| 14 stycznia 201818:15 | 4× · 1× | 25:30(10:16) | 6× · 2× | Spaladium Arena, Split Widzów: 9500 Sędzia: Gjeding, Hansen |

| 14 stycznia 201820:30 | Islandia | 22:29(13:14) | Chorwacja | Spaladium Arena, Split Widzów: 10 500 Sędzia: Zotin, Volodkov |
| 14 stycznia 201820:30 | Aron Pálmarsson 5 · Arnór Þór Gunnarsson 4 · Ólafur Guðmundsson 3 · Ómar Ingi Magnússon 3 · Janus Daði Smárason 3 · Rúnar Kárason 2 · Arnar Freyr Arnarsson 1 · Guðjón Valur Sigurðsson 1 | 22:29(13:14) | 7 Luka Cindrić · 4 Igor Karačić · 4 Marko Mamić · 4 Luka Stepančić · 4 Manuel Štrlek · 2 Denis Buntić · 2 Ivan Čupić · 1 Marko Kopljar · 1 Igor Vori | Spaladium Arena, Split Widzów: 10 500 Sędzia: Zotin, Volodkov |
| 14 stycznia 201820:30 | 3× | 22:29(13:14) | 2× · 3× | Spaladium Arena, Split Widzów: 10 500 Sędzia: Zotin, Volodkov |

| 16 stycznia 201818:15 | Serbia | 29:26(12:12) | Islandia | Spaladium Arena, Split Widzów: 9800 Sędzia: Raluy, Sabroso |
| 16 stycznia 201818:15 | Žarko Šešum 5 · Bogdan Radivojević 5 · Nemanja Ilić 4 · Nemanja Zelenović 4 · Milan Jovanović 3 · Petar Nenadić 3 · Mijajlo Marsenić 2 · Stefan Vujić 2 · Petar Đorđić 1 | 29:26(12:12) | 8 Guðjón Valur Sigurðsson · 4 Ólafur Guðmundsson · 4 Kári Kristján Kristjánsson · 4 Aron Pálmarsson · 3 Arnór Þór Gunnarsson · 3 Rúnar Kárason | Spaladium Arena, Split Widzów: 9800 Sędzia: Raluy, Sabroso |
| 16 stycznia 201818:15 | 3× · 2× | 29:26(12:12) | 4× · 3× | Spaladium Arena, Split Widzów: 9800 Sędzia: Raluy, Sabroso |

| 16 stycznia 201820:30 | Chorwacja | 31:35(12:17) | Szwecja | Spaladium Arena, Split Widzów: 11 000 Sędzia: Horáček, Novotný |
| 16 stycznia 201820:30 | Ivan Čupić 7 · Marko Kopljar 5 · Zlatko Horvat 4 · Igor Karačić 4 · Luka Cindrić 2 · Luka Stepančić 2 · Željko Musa 1 · Manuel Štrlek 1 · Igor Vori 1 | 31:35(12:17) | 6 Albin Lagergren · 5 Jesper Nielsen · 5 Simon Jeppsson · 4 Niclas Ekberg · 4 Jim Gottfridsson · 3 Jerry Tollbring · 2 Philip Henningsson · 2 Johan Jakobsson · 2 Mattias Zachrisson · 1 Max Darj · 1 Lukas Nilsson | Spaladium Arena, Split Widzów: 11 000 Sędzia: Horáček, Novotný |
| 16 stycznia 201820:30 | 4× · 2× | 31:35(12:17) | 5× · 2× | Spaladium Arena, Split Widzów: 11 000 Sędzia: Horáček, Novotný |

### Grupa B (Poreč)
| 12 stycznia 201818:15 | Białoruś | 27:26(14:12) | Austria | Športska dvorana Žatika, Poreč Widzów: 3100 Sędzia: Horáček, Novotný |
| 12 stycznia 201818:15 | Uładzisłau Kulesz 7 · Barys Puchouski 5 · Dzianis Rutenka 4 · Andriej Jurynok 4 · Hleb Harbuz 2 · Arciom Karalek 2 · Siarhiej Szyłowicz 2 · Artur Karwacki 1 | 27:26(14:12) | 8 Nikola Bilyk · 5 Janko Božović · 4 Robert Weber · 3 Vytautas Žiūra · 2 Sebastian Frimmel · 2 Alexander Hermann · 2 Gerald Zeiner | Športska dvorana Žatika, Poreč Widzów: 3100 Sędzia: Horáček, Novotný |
| 12 stycznia 201818:15 | 4× · 2× | 27:26(14:12) | 7× · 2× · 1× | Športska dvorana Žatika, Poreč Widzów: 3100 Sędzia: Horáček, Novotný |

| 12 stycznia 201820:30 | Francja | 32:31(15:17) | Norwegia | Športska dvorana Žatika, Poreč Widzów: 3600 Sędzia: López, Ramírez |
| 12 stycznia 201820:30 | Kentin Mahé 8 · Michaël Guigou 5 · Luc Abalo 4 · Nikola Karabatić 4 · Dika Mem 3 · Adrien Dipanda 2 · Valentin Porte 2 · Nicolas Tournat 2 · Timothey N’Guessan 1 · Cédric Sorhaindo 2 | 32:31(15:17) | 7 Kent Robin Tønnesen · 6 Kristian Bjørnsen · 5 Bjarte Myrhol · 4 Magnus Jøndal · 3 Gøran Johannessen · 3 Sander Sagosen · 1 Magnus Gullerud · 1 Christian O’Sullivan · 1 Eivind Tangen | Športska dvorana Žatika, Poreč Widzów: 3600 Sędzia: López, Ramírez |
| 12 stycznia 201820:30 | 2× · 2× | 32:31(15:17) | 3× · 3× | Športska dvorana Žatika, Poreč Widzów: 3600 Sędzia: López, Ramírez |

| 14 stycznia 201818:15 | Austria | 26:33(12:17) | Francja | Športska dvorana Žatika, Poreč Widzów: 2900 Sędzia: Geipel, Helbig |
| 14 stycznia 201818:15 | Robert Weber 5 · Thomas Kandolf 4 · Tobias Wagner 3 · Nikola Bilyk 2 · Sebastian Frimmel 2 · Lukas Herburger 2 · Romas Kirveliavičius 2 · Tobias Schopf 2 · Janko Božović 1 · Christoph Neuhold 1 · Julian Ranftl 1 · Gerald Zeiner 1 | 26:33(12:17) | 7 Timothey N’Guessan · 4 Luc Abalo · 4 Raphaël Caucheteux · 4 Nedim Remili · 3 Kentin Mahé · 3 Dika Mem · 3 Valentin Porte · 2 Nicolas Tournat · 1 Nicolas Claire · 1 Adrien Dipanda · 1 Michaël Guigou | Športska dvorana Žatika, Poreč Widzów: 2900 Sędzia: Geipel, Helbig |
| 14 stycznia 201818:15 | 4× · 1× · 1× | 26:33(12:17) | 3× | Športska dvorana Žatika, Poreč Widzów: 2900 Sędzia: Geipel, Helbig |

| 14 stycznia 201820:30 | Norwegia | 33:28(15:12) | Białoruś | Športska dvorana Žatika, Poreč Widzów: 2500 Sędzia: Nikolov, Nachevski |
| 14 stycznia 201820:30 | Kristian Bjørnsen 6 · Magnus Gullerud 6 · Sander Sagosen 6 · Bjarte Myrhol 5 · Kent Robin Tønnesen 5 · Gøran Johannessen 3 · Magnus Jøndal 1 · Gøran Sørheim 1 | 33:28(15:12) | 5 Arciom Karalek · 4 Maksym Baranau · 4 Wadim Gajduczenko · 4 Siarhiej Szyłowicz · 3 Artur Karwacki · 3 Andriej Jurynok · 2 Hleb Harbuz · 2 Uładzisłau Kulesz · 1 Dzianis Rutenka | Športska dvorana Žatika, Poreč Widzów: 2500 Sędzia: Nikolov, Nachevski |
| 14 stycznia 201820:30 | 2× · 3× | 33:28(15:12) | 6× · 3× | Športska dvorana Žatika, Poreč Widzów: 2500 Sędzia: Nikolov, Nachevski |

| 16 stycznia 201818:15 | Francja | 32:25(14:11) | Białoruś | Športska dvorana Žatika, Poreč Widzów: 2300 Sędzia: Mažeika, Gatelis |
| 16 stycznia 201818:15 | Dika Mem 9 · Nikola Karabatić 6 · Valentin Porte 4 · Luc Abalo 3 · Michaël Guigou 3 · Kentin Mahé 2 · Cédric Sorhaindo 2 · Raphaël Caucheteux 1 | 32:25(14:11) | 6 Arciom Padasinau · 4 Maksym Baranau · 4 Wadim Gajduczenko · 4 Andriej Jurynok · 3 Siarhiej Szyłowicz · 1 Maksym Babiczew · 1 Artur Karwacki · 1 Uładzisłau Kulesz · 1 Barys Puchouski | Športska dvorana Žatika, Poreč Widzów: 2300 Sędzia: Mažeika, Gatelis |
| 16 stycznia 201818:15 | 2× · 3× · 2× | 32:25(14:11) | 4× · 1× | Športska dvorana Žatika, Poreč Widzów: 2300 Sędzia: Mažeika, Gatelis |

| 16 stycznia 201820:30 | Norwegia | 39:28(18:14) | Austria | Športska dvorana Žatika, Poreč Widzów: 1600 Sędzia: Gjeding, Hansen |
| 16 stycznia 201820:30 | Kristian Bjørnsen 9 · Harald Reinkind 6 · Henrik Jakobsen 4 · Magnus Jøndal 4 · Christian O’Sullivan 4 · Sander Sagosen 4 · Gøran Johannessen 3 · Magnus Gullerud 2 · Magnus Abelvik Rød 2 · Kent Robin Tønnesen 1 | 39:28(18:14) | 9 Nikola Bilyk · 4 Janko Božović · 3 Alexander Hermann · 3 Gerald Zeiner · 2 Wilhelm Jelinek · 2 Tobias Wagner · 2 Vytautas Žiūra · 1 Thomas Kandolf · 1 Julian Ranftl · 1 Robert Weber | Športska dvorana Žatika, Poreč Widzów: 1600 Sędzia: Gjeding, Hansen |
| 16 stycznia 201820:30 | 6× · 2× | 39:28(18:14) | 4× · 4× · 2× | Športska dvorana Žatika, Poreč Widzów: 1600 Sędzia: Gjeding, Hansen |

### Grupa C (Zagrzeb)
| 13 stycznia 201817:15 | Niemcy | 32:19(17:9) | Czarnogóra | Arena Zagreb, Zagrzeb Widzów: 8000 Sędzia: Pichon, Reveret |
| 13 stycznia 201817:15 | Uwe Gensheimer 9 · Paul Drux 5 · Jannik Kohlbacher 3 · Julius Kühn 3 · Philipp Weber 3 · Steffen Weinhold 3 · Kai Häfner 2 · Patrick Wiencek 2 · Steffen Fäth 1 · Tobias Reichmann 1 | 32:19(17:9) | 7 Vladan Lipovina · 4 Miloš Božović · 2 Božo Anđelić · 1 Marko Lasica · 1 Igor Marković · 1 Vasko Ševaljević · 1 Nebojša Simović · 1 Miloš Vujović · 1 Stevan Vujović | Arena Zagreb, Zagrzeb Widzów: 8000 Sędzia: Pichon, Reveret |
| 13 stycznia 201817:15 | 10× · 3× · 1× | 32:19(17:9) | 4× · 2× | Arena Zagreb, Zagrzeb Widzów: 8000 Sędzia: Pichon, Reveret |

| 13 stycznia 201819:30 | Macedonia Północna | 25:24(11:11) | Słowenia | Arena Zagreb, Zagrzeb Widzów: 11 000 Sędzia: Dinu, Din |
| 13 stycznia 201819:30 | Dejan Manaskow 8 · Kirił Łazarow 7 · Goce Georgiewski 2 · Filip Łazarow 2 · Filip Mirkułowski 2 · Stojancze Stoiłow 2 · Nemanja Pribak 1 · Filip Tałeski 1 | 25:24(11:11) | 4 Žiga Mlakar · 3 Blaž Blagotinšek · 3 Darko Cingesar · 3 Blaž Janc · 3 Miha Zarabec · 2 Borut Mačkovšek · 2 Gašper Marguč · 1 Marko Bezjak · 1 Nik Henigman · 1 Vid Kavtičnik · 1 Matic Suholežnik | Arena Zagreb, Zagrzeb Widzów: 11 000 Sędzia: Dinu, Din |
| 13 stycznia 201819:30 | 5× · 3× | 25:24(11:11) | 8× · 3× · 1× | Arena Zagreb, Zagrzeb Widzów: 11 000 Sędzia: Dinu, Din |

| 15 stycznia 201818:15 | Słowenia | 25:25(15:10) | Niemcy | Arena Zagreb, Zagrzeb Widzów: 6500 Sędzia: Mažeika, Gatelis |
| 15 stycznia 201818:15 | Miha Zarabec 5 · Blaž Blagotinšek 4 · Blaž Janc 4 · Borut Mačkovšek 4 · Marko Bezjak 3 · Vid Kavtičnik 3 · Darko Cingesar 1 · Žiga Mlakar 1 | 25:25(15:10) | 7 Uwe Gensheimer · 4 Patrick Groetzki · 4 Tobias Reichmann · 3 Philipp Weber · 2 Hendrik Pekeler · 2 Steffen Weinhold · 1 Paul Drux · 1 Kai Häfner · 1 Julius Kühn | Arena Zagreb, Zagrzeb Widzów: 6500 Sędzia: Mažeika, Gatelis |
| 15 stycznia 201818:15 | 6× · 2× · 1× | 25:25(15:10) | 3× · 3× | Arena Zagreb, Zagrzeb Widzów: 6500 Sędzia: Mažeika, Gatelis |

| 15 stycznia 201820:30 | Czarnogóra | 28:29(16:15) | Macedonia Północna | Arena Zagreb, Zagrzeb Widzów: 5000 Sędzia: Santos, Fonseca |
| 15 stycznia 201820:30 | Stefan Cavor 6 · Stevan Vujović 5 · Nemanja Grbović 4 · Miloš Božović 3 · Vasko Ševaljević 3 · Miloš Vujović 3 · Božo Anđelić 2 · Marko Lasica 1 · Rade Mijatović 1 | 28:29(16:15) | 5 Filip Kuzmanovski · 4 Kirił Łazarow · 4 Dejan Manaskow · 4 Filip Mirkułowski · 3 Filip Łazarow · 3 Filip Tałeski · 2 Žarko Peševski · 1 Goce Georgiewski · 1 Nikoła Markoski · 1 Nemanja Pribak · 1 Stojancze Stoiłow | Arena Zagreb, Zagrzeb Widzów: 5000 Sędzia: Santos, Fonseca |
| 15 stycznia 201820:30 | 7× · 1× · 1× | 28:29(16:15) | 8× · 2× | Arena Zagreb, Zagrzeb Widzów: 5000 Sędzia: Santos, Fonseca |

| 17 stycznia 201818:15 | Niemcy | 25:25(12:11) | Macedonia Północna | Arena Zagreb, Zagrzeb Widzów: 5100 Sędzia: Gousko, Repkin |
| 17 stycznia 201818:15 | Steffen Weinhold 8 · Uwe Gensheimer 5 · Patrick Wiencek 4 · Steffen Fäth 2 · Philipp Weber 2 · Paul Drux 1 · Patrick Groetzki 1 · Hendrik Pekeler 1 · Tobias Reichmann 1 | 25:25(12:11) | 6 Filip Tałeski · 5 Kirił Łazarow · 5 Dejan Manaskow · 3 Žarko Peševski · 3 Stojancze Stoiłow · 2 Filip Kuzmanovski · 1 Martin Popovski | Arena Zagreb, Zagrzeb Widzów: 5100 Sędzia: Gousko, Repkin |
| 17 stycznia 201818:15 | 3× · 2× | 25:25(12:11) | 2× · 3× | Arena Zagreb, Zagrzeb Widzów: 5100 Sędzia: Gousko, Repkin |

| 17 stycznia 201820:30 | Czarnogóra | 19:28(13:14) | Słowenia | Arena Zagreb, Zagrzeb Widzów: 6200 Sędzia: Gubica, Milošević |
| 17 stycznia 201820:30 | Vasko Ševaljević 6 · Vladan Lipovina 4 · Miloš Božović 3 · Nemanja Grbović 2 · Miloš Vujović 2 · Božo Anđelić 1 · Mirko Radović 1 | 19:28(13:14) | 6 Gašper Marguč · 5 Marko Bezjak · 4 Blaž Blagotinšek · 3 Borut Mačkovšek · 3 Žiga Mlakar · 2 Miha Zarabec · 1 Jan Grebenc · 1 Vid Kavtičnik · 1 Matic Suholežnik · 1 Matic Verdinek · 1 Igor Žabič | Arena Zagreb, Zagrzeb Widzów: 6200 Sędzia: Gubica, Milošević |
| 17 stycznia 201820:30 | 5× · 3× | 19:28(13:14) | 5× · 2× · 1× | Arena Zagreb, Zagrzeb Widzów: 6200 Sędzia: Gubica, Milošević |

### Grupa D (Varaždin)
| 13 stycznia 201818:15 | Hiszpania | 32:15(16:9) | Czechy | Varaždin Arena, Varaždin Widzów: 3780 Sędzia: Santos, Fonseca |
| 13 stycznia 201818:15 | Raúl Entrerríos 5 · Valero Rivera 5 · Ferran Solé 5 · Joan Cañellas 3 · David Balaguer 3 · Julen Aguinagalde 2 · Eduardo Gurbindo 2 · Adrian Figueras 2 · Alex Dujshebaev 2 · Ángel Fernández 2 · Daniel Dujshebaev 1 | 32:15(16:9) | 5 Stanislav Kasparek · 3 Ondřej Zdráhala · 1 Pavel Horák · 1 Jan Stehlík · 1 Tomáš Číp · 1 Jakub Hrstka · 1 Michal Kasal · 1 Stepan Zeman · 1 Dieudonne Mubenzem | Varaždin Arena, Varaždin Widzów: 3780 Sędzia: Santos, Fonseca |
| 13 stycznia 201818:15 | 2× · 1× | 32:15(16:9) | 4× · 2× | Varaždin Arena, Varaždin Widzów: 3780 Sędzia: Santos, Fonseca |

| 13 stycznia 201820:30 | Dania | 32:25(14:12) | Węgry | Varaždin Arena, Varaždin Widzów: 5170 Sędzia: Gubica, Milošević |
| 13 stycznia 201820:30 | Rasmus Lauge 7 · Mikkel Hansen 6 · Michael Damgaard 5 · Morten Olsen 3 · Casper Ulrich Mortensen 3 · Hans Lindberg 2 · Henrik Toft Hansen 2 · Magnus Landin Jacobsen 2 · Lasse Svan Hansen 1 · Mads Mensah Larsen 1 | 32:25(14:12) | 5 Máté Lékai · 4 Donát Bartók · 3 Timuzsin Schuch · 3 Zsolt Balogh · 3 Richárd Bodó · 2 Gábor Császár · 2 Gábor Ancsin · 2 Iman Jamali · 1 Patrik Ligetvári | Varaždin Arena, Varaždin Widzów: 5170 Sędzia: Gubica, Milošević |
| 13 stycznia 201820:30 | 5× · 2× · 1× | 32:25(14:12) | 5× · 3× | Varaždin Arena, Varaždin Widzów: 5170 Sędzia: Gubica, Milošević |

| 15 stycznia 201818:15 | Węgry | 25:27(12:13) | Hiszpania | Varaždin Arena, Varaždin Widzów: 3470 Sędzia: Dinu, Din |
| 15 stycznia 201818:15 | Bence Bánhidi 6 · Zsolt Balogh 5 · Máté Lékai 4 · Richárd Bodó 2 · Iman Jamali 2 · Donát Bartók 2 · Gábor Császár 1 · Uroš Vilovski 1 · Szabolcs Szöllősi 1 · Ádám Juhász 1 | 25:27(12:13) | 4 Valero Rivera · 4 Adrian Figueras · 4 Alex Dujshebaev · 4 Aitor Arino · 3 Daniel Sarmiento · 3 Eduardo Gurbindo · 2 Ferran Solé · 2 David Balaguer · 1 Gonzalo Pérez de Vargas | Varaždin Arena, Varaždin Widzów: 3470 Sędzia: Dinu, Din |
| 15 stycznia 201818:15 | 5× · 4× | 25:27(12:13) | 2× · 4× | Varaždin Arena, Varaždin Widzów: 3470 Sędzia: Dinu, Din |

| 15 stycznia 201820:30 | Czechy | 28:27(15:16) | Dania | Varaždin Arena, Varaždin Widzów: 4100 Sędzia: Gousko, Repkin |
| 15 stycznia 201820:30 | Ondřej Zdráhala 8 · Stanislav Kasparek 5 · Pavel Horák 4 · Jakub Hrstka 4 · Tomáš Číp 3 · Roman Bečvář 2 · Leoš Petrovský 2 | 28:27(15:16) | 7 Mikkel Hansen · 6 Rasmus Lauge · 6 Anders Zachariassen · 2 Hans Lindberg · 2 Michael Damgaard · 1 Lasse Svan Hansen · 1 Casper Ulrich Mortensen · 1 Henrik Toft Hansen · 1 Mads Mensah Larsen | Varaždin Arena, Varaždin Widzów: 4100 Sędzia: Gousko, Repkin |
| 15 stycznia 201820:30 | 4× · 3× | 28:27(15:16) | 3× · 2× | Varaždin Arena, Varaždin Widzów: 4100 Sędzia: Gousko, Repkin |

| 17 stycznia 201818:15 | Czechy | 33:27(15:11) | Węgry | Varaždin Arena, Varaždin Widzów: 3790 Sędzia: Pichon, Reveret |
| 17 stycznia 201818:15 | Ondřej Zdráhala 14 · Pavel Horák 4 · Tomáš Číp 4 · Jakub Hrstka 4 · Jan Stehlik 3 · Stanislav Kasparek 3 · Roman Bečvář 1 | 33:27(15:11) | 9 Máté Lékai · 5 Zsolt Balogh · 4 Richárd Bodó · 2 Gábor Ancsin · 2 Péter Hornyák · 2 Donát Bartók · 2 David Fekete · 1 Ádám Juhász | Varaždin Arena, Varaždin Widzów: 3790 Sędzia: Pichon, Reveret |
| 17 stycznia 201818:15 | 3× · 2× · 1× | 33:27(15:11) | 1× · 1× | Varaždin Arena, Varaždin Widzów: 3790 Sędzia: Pichon, Reveret |

| 17 stycznia 201820:30 | Hiszpania | 22:25(13:14) | Dania | Varaždin Arena, Varaždin Widzów: 4100 Sędzia: Zotin, Volodkov |
| 17 stycznia 201820:30 | Alex Dujshebaev 6 · Raúl Entrerríos 4 · Adrian Figueras 3 · Valero Rivera 2 · Aitor Ariño 2 · Daniel Dujshebaev 2 · Daniel Sarmiento 1 · Joan Cañellas 1 · Ferran Solé 1 | 22:25(13:14) | 8 Peter Balling · 6 Mikkel Hansen · 4 Rasmus Lauge · 2 Hans Lindberg · 2 Henrik Toft Hansen · 2 Magnus Landin Jacobsen · 1 René Toft Hansen | Varaždin Arena, Varaždin Widzów: 4100 Sędzia: Zotin, Volodkov |
| 17 stycznia 201820:30 | 1× · 3× | 22:25(13:14) | 3× · 3× | Varaždin Arena, Varaždin Widzów: 4100 Sędzia: Zotin, Volodkov |

## Faza zasadnicza

### Grupa 1 (Zagrzeb)
| 18 stycznia 201818:15 | Serbia | 27:32(17:17) | Norwegia | Arena Zagreb, Zagrzeb Widzów: 3200 Sędzia: Santos, Fonseca |
| 18 stycznia 201818:15 | Bojan Beljanski 5 · Žarko Šešum 5 · Darko Đukić 4 · Petar Nenadić 4 · Nemanja Zelenović 3 · Nemanja Ilić 2 · Milan Jovanović 2 · Dobrivoje Marković 1 · Mijajlo Marsenić 1 | 27:32(17:17) | 8 Kristian Bjørnsen · 8 Sander Sagosen · 4 Magnus Jøndal · 3 Bjarte Myrhol · 3 Christian O’Sullivan · 3 Kent Robin Tønnesen · 1 Magnus Gullerud · 1 Gøran Johannessen · 1 Eivind Tangen | Arena Zagreb, Zagrzeb Widzów: 3200 Sędzia: Santos, Fonseca |
| 18 stycznia 201818:15 | 4× · 2× | 27:32(17:17) | 3× · 1× | Arena Zagreb, Zagrzeb Widzów: 3200 Sędzia: Santos, Fonseca |

| 18 stycznia 201820:30 | Chorwacja | 25:23(15:12) | Białoruś | Arena Zagreb, Zagrzeb Widzów: 8100 Sędzia: Zotin, Volodkov |
| 18 stycznia 201820:30 | Marko Mamić 5 · Luka Stepančić 5 · Luka Cindrić 4 · Zlatko Horvat 3 · Željko Musa 3 · Marko Kopljar 2 · Manuel Štrlek 2 · Marino Marić 1 | 25:23(15:12) | 6 Andriej Jurynok · 5 Uładzisłau Kulesz · 5 Barys Puchouski · 4 Arciom Karalek · 1 Artur Karwacki · 1 Arciom Padasinau · 1 Siarhiej Szyłowicz | Arena Zagreb, Zagrzeb Widzów: 8100 Sędzia: Zotin, Volodkov |
| 18 stycznia 201820:30 | 1× · 3× | 25:23(15:12) | 3× · 2× · 1× | Arena Zagreb, Zagrzeb Widzów: 8100 Sędzia: Zotin, Volodkov |

| 20 stycznia 201818:15 | Szwecja | 17:23(8:10) | Francja | Arena Zagreb, Zagrzeb Widzów: 7100 Sędzia: Raluy, Sabroso |
| 20 stycznia 201818:15 | Simon Jeppsson 4 · Albin Lagergren 3 · Niclas Ekberg 2 · Jim Gottfridsson 2 · Johan Jakobsson 1 · Jesper Nielsen 1 · Lukas Nilsson 1 · Jerry Tollbring 1 · Hampus Wanne 1 · Mattias Zachrisson 1 | 17:23(8:10) | 5 Cédric Sorhaindo · 4 Kentin Mahé · 3 Nicolas Claire · 3 Michaël Guigou · 3 Valentin Porte · 2 Nikola Karabatić · 1 Dika Mem · 1 Nedim Remili · 1 Nicolas Tournat | Arena Zagreb, Zagrzeb Widzów: 7100 Sędzia: Raluy, Sabroso |
| 20 stycznia 201818:15 | 4× · 2× | 17:23(8:10) | 2× · 2× · 1× | Arena Zagreb, Zagrzeb Widzów: 7100 Sędzia: Raluy, Sabroso |

| 20 stycznia 201820:30 | Chorwacja | 32:28(17:15) | Norwegia | Arena Zagreb, Zagrzeb Widzów: 13 000 Sędzia: Dinu, Din |
| 20 stycznia 201820:30 | Manuel Štrlek 6 · Luka Cindrić 5 · Marko Mamić 4 · Ivan Čupić 3 · Zlatko Horvat 3 · Marino Marić 3 · Željko Musa 3 · Luka Stepančić 3 · Igor Karačić 1 · Marko Kopljar 1 | 32:28(17:15) | 8 Sander Sagosen · 6 Kristian Bjørnsen · 4 Kent Robin Tønnesen · 3 Gøran Johannessen · 3 Bjarte Myrhol · 2 Magnus Jøndal · 1 Magnus Gullerud · 1 Eivind Tangen | Arena Zagreb, Zagrzeb Widzów: 13 000 Sędzia: Dinu, Din |
| 20 stycznia 201820:30 | 6× · 3× | 32:28(17:15) | 2× · 3× | Arena Zagreb, Zagrzeb Widzów: 13 000 Sędzia: Dinu, Din |

| 22 stycznia 201818:15 | Serbia | 30:39(12:19) | Francja | Arena Zagreb, Zagrzeb Widzów: 1700 Sędzia: Gjeding, Hansen |
| 22 stycznia 201818:15 | Nemanja Zelenović 7 · Petar Nenadić 6 · Bojan Beljanski 4 · Nemanja Ilić 4 · Milan Jovanović 4 · Nemanja Obradović 2 · Darko Đukić 1 · Bogdan Radivojević 1 · Žarko Šešum 1 | 30:39(12:19) | 7 Raphaël Caucheteux · 7 Luka Karabatić · 4 Nikola Karabatić · 4 Kentin Mahé · 3 Adrien Dipanda · 3 Nedim Remili · 2 Luc Abalo · 2 Dika Mem · 2 Valentin Porte · 2 Nicolas Tournat · 1 Nicolas Claire · 1 Vincent Gerard · 1 Romain Lagarde | Arena Zagreb, Zagrzeb Widzów: 1700 Sędzia: Gjeding, Hansen |
| 22 stycznia 201818:15 | 4× · 1× · 1× | 30:39(12:19) | 3× | Arena Zagreb, Zagrzeb Widzów: 1700 Sędzia: Gjeding, Hansen |

| 22 stycznia 201820:30 | Szwecja | 29:20(16:11) | Białoruś | Arena Zagreb, Zagrzeb Widzów: 1400 Sędzia: Horáček, Novotný |
| 22 stycznia 201820:30 | Albin Lagergren 4 · Hampus Wanne 4 · Jim Gottfridsson 3 · Johan Jakobsson 3 · Jesper Nielsen 3 · Niclas Ekberg 2 · Simon Jeppsson 2 · Mattias Zachrisson 2 · Linus Arnesson 1 · Philip Henningsson 1 · Lukas Nilsson 1 · Fredric Pettersson 1 · Jerry Tollbring 1 | 29:20(16:11) | 4 Arciom Karalek · 4 Uładzisłau Kulesz · 3 Wadim Gajduczenko · 3 Dzianis Rutenka · 2 Artur Karwacki · 2 Andriej Jurynok · 1 Mikalai Aliochin · 1 Barys Puchouski | Arena Zagreb, Zagrzeb Widzów: 1400 Sędzia: Horáček, Novotný |
| 22 stycznia 201820:30 | 4× · 3× | 29:20(16:11) | 4× · 1× | Arena Zagreb, Zagrzeb Widzów: 1400 Sędzia: Horáček, Novotný |

| 24 stycznia 201816:00 | Serbia | 27:32(11:16) | Białoruś | Arena Zagreb, Zagrzeb Widzów: 1000 Sędzia: Raluy, Sabroso |
| 24 stycznia 201816:00 | Petar Nenadić 7 · Petar Đorđić 4 · Vanja Ilić 4 · Mijajlo Marsenić 4 · Darko Đukić 3 · Bogdan Radivojević 2 · Stefan Vujić 1 | 27:32(11:16) | 9 Barys Puchouski · 5 Dzianis Rutenka · 5 Andriej Jurynok · 4 Wadim Gajduczenko · 4 Artur Karwacki · 3 Arciom Padasinau · 2 Arciom Karalek | Arena Zagreb, Zagrzeb Widzów: 1000 Sędzia: Raluy, Sabroso |
| 24 stycznia 201816:00 | 4× · 2× | 27:32(11:16) | 4× · 3× | Arena Zagreb, Zagrzeb Widzów: 1000 Sędzia: Raluy, Sabroso |

| 24 stycznia 201818:15 | Szwecja | 25:28(11:12) | Norwegia | Arena Zagreb, Zagrzeb Widzów: 8100 Sędzia: Nikolov, Nachevski |
| 24 stycznia 201818:15 | Jerry Tollbring 6 · Simon Jeppsson 5 · Jim Gottfridsson 4 · Albin Lagergren 3 · Niclas Ekberg 2 · Fredric Pettersson 2 · Max Darj 1 · Jesper Nielsen 1 · Lukas Nilsson 1 | 25:28(11:12) | 7 Bjarte Myrhol · 5 Kent Robin Tønnesen · 4 Christian O’Sullivan · 3 Magnus Jøndal · 3 Sander Sagosen · 2 Kristian Bjørnsen · 2 Eivind Tangen · 1 Gøran Johannessen · 1 Magnus Abelvik Rød | Arena Zagreb, Zagrzeb Widzów: 8100 Sędzia: Nikolov, Nachevski |
| 24 stycznia 201818:15 | 3× · 2× · 1× | 25:28(11:12) | 6× · 3× | Arena Zagreb, Zagrzeb Widzów: 8100 Sędzia: Nikolov, Nachevski |

| 24 stycznia 201820:30 | Chorwacja | 27:30(13:19) | Francja | Arena Zagreb, Zagrzeb Widzów: 14 000 Sędzia: Geipel, Helbig |
| 24 stycznia 201820:30 | Manuel Štrlek 6 · Ivan Čupić 5 · Marko Mamić 5 · Marko Kopljar 4 · Luka Cindrić 3 · Marino Marić 2 · Stipe Mandalinić 1 · Luka Stepančić 1 | 27:30(13:19) | 6 Nedim Remili · 5 Kentin Mahé · 4 Michaël Guigou · 3 Luka Karabatić · 3 Dika Mem · 2 Adrien Dipanda · 2 Nikola Karabatić · 2 Romain Lagarde · 1 Luc Abalo · 1 Valentin Porte · 1 Cédric Sorhaindo | Arena Zagreb, Zagrzeb Widzów: 14 000 Sędzia: Geipel, Helbig |
| 24 stycznia 201820:30 | 3× · 2× | 27:30(13:19) | 5× | Arena Zagreb, Zagrzeb Widzów: 14 000 Sędzia: Geipel, Helbig |

### Grupa 2 (Varaždin)
| 19 stycznia 201818:15 | Niemcy | 22:19(9:10) | Czechy                                                                                                  | Varaždin Arena, Varaždin Widzów: 2130 Sędzia: Gubica, Milošević |
| 19 stycznia 201818:15 | Steffen Fäth 8 · Uwe Gensheimer 3 · Paul Drux 2 · Jannik Kohlbacher 2 · Philipp Weber 2 · Patrick Groetzki 1 · Kai Häfner 1 · Hendrik Pekeler 1 · Steffen Weinhold 1 · Patrick Wiencek 1 | 22:19(9:10) | 6 Tomáš Číp · 4 Stanislav Kasparek · 4 Ondřej Zdráhala · 3 Pavel Horák · 1 Roman Bečvář · 1 Tomáš Mrkva | Varaždin Arena, Varaždin Widzów: 2130 Sędzia: Gubica, Milošević |
| 19 stycznia 201818:15 | 3× · 2× | 22:19(9:10) | 4× · 3×                                                                                                 | Varaždin Arena, Varaždin Widzów: 2130 Sędzia: Gubica, Milošević |

| 19 stycznia 201820:30 | Słowenia | 28:31(14:16) | Dania | Varaždin Arena, Varaždin Widzów: 5200 Sędzia: Pichon, Reveret |
| 19 stycznia 201820:30 | Miha Zarabec 6 · Blaž Janc 5 · Borut Mačkovšek 4 · Darko Cingesar 3 · Blaž Blagotinšek 2 · Žiga Mlakar 2 · Jan Grebenc 1 · Vid Kavtičnik 1 · Gašper Marguč 1 · Gregor Potočnik 1 · Matic Suholežnik 1 · Matic Verdinek 1 | 28:31(14:16) | 11 Lasse Svan Hansen · 6 Casper Ulrich Mortensen · 4 Rasmus Lauge · 2 Peter Balling · 2 Mikkel Hansen · 2 Henrik Toft Hansen · 1 Michael Damgaard · 1 Hans Lindberg · 1 René Toft Hansen · 1 Anders Zachariassen | Varaždin Arena, Varaždin Widzów: 5200 Sędzia: Pichon, Reveret |
| 19 stycznia 201820:30 | 5× · 2× | 28:31(14:16) | 3× · 2× | Varaždin Arena, Varaždin Widzów: 5200 Sędzia: Pichon, Reveret |

| 21 stycznia 201818:15 | Niemcy | 25:26(9:8) | Dania | Varaždin Arena, Varaždin Widzów: 3112 Sędzia: Gubica, Milošević |
| 21 stycznia 201818:15 | Julius Kühn 6 · Steffen Weinhold 5 · Rune Dahmke 4 · Patrick Wiencek 3 · Steffen Fäth 2 · Kai Häfner 2 · Uwe Gensheimer 1 · Tobias Reichmann 1 · Andreas Wolff 1 | 25:26(9:8) | 9 Hans Lindberg · 5 Mikkel Hansen · 3 Casper Ulrich Mortensen · 3 Morten Olsen · 2 Michael Damgaard · 2 Rasmus Lauge · 1 Henrik Toft Hansen · 1 René Toft Hansen | Varaždin Arena, Varaždin Widzów: 3112 Sędzia: Gubica, Milošević |
| 21 stycznia 201818:15 | 3× · 3× | 25:26(9:8) | 1× · 2× | Varaždin Arena, Varaždin Widzów: 3112 Sędzia: Gubica, Milošević |

| 21 stycznia 201820:30 | Macedonia Północna | 20:31(6:15) | Hiszpania | Varaždin Arena, Varaždin Widzów: 3796 Sędzia: Gousko, Repkin |
| 21 stycznia 201820:30 | Dejan Manaskow 4 · Stojancze Stoiłow 4 · Filip Tałeski 3 · Filip Kuzmanowski 2 · Martin Popowski 2 · Martin Wełkowski 2 · Goce Georgiewski 1 · Kirił Łazarow 1 · Nemanja Pribak 1 | 20:31(6:15) | 6 Eduardo Gurbindo · 5 Adrian Figueras · 5 Ferran Solé · 3 Gedeon Guardiola · 2 Aitor Bengoechea · 2 Daniel Dujshebaev · 2 Daniel Sarmiento · 1 Julen Aguinagalde · 1 David Balaguer · 1 Joan Cañellas · 1 Raúl Entrerríos · 1 Valero Rivera | Varaždin Arena, Varaždin Widzów: 3796 Sędzia: Gousko, Repkin |
| 21 stycznia 201820:30 | 1× · 3× | 20:31(6:15) | 3× · 3× | Varaždin Arena, Varaždin Widzów: 3796 Sędzia: Gousko, Repkin |

| 23 stycznia 201818:15 | Słowenia | 31:26(13:12) | Hiszpania | Varaždin Arena, Varaždin Widzów: 4176 Sędzia: Dinu, Din |
| 23 stycznia 201818:15 | Gašper Marguč 5 · Blaž Blagotinšek 4 · Borut Mačkovšek 4 · Blaž Janc 3 · Vid Kavtičnik 3 · Marko Bezjak 2 · Darko Cingesar 2 · Žiga Mlakar 2 · Matic Verdinek 2 · Igor Žabič 2 · Miha Zarabec 2 | 31:26(13:12) | 6 Ferran Solé · 4 Adrian Figueras · 3 Raúl Entrerríos · 3 Valero Rivera · 2 Daniel Dujshebaev · 1 Aitor Bengoechea · 1 Julen Aguinagalde · 1 Joan Cañellas · 1 Gedeon Guardiola · 1 Eduardo Gurbindo · 1 Viran Morros · 1 Daniel Sarmiento | Varaždin Arena, Varaždin Widzów: 4176 Sędzia: Dinu, Din |
| 23 stycznia 201818:15 | 8× · 3× | 31:26(13:12) | 3× · 3× · 1× | Varaždin Arena, Varaždin Widzów: 4176 Sędzia: Dinu, Din |

| 23 stycznia 201820:30 | Macedonia Północna | 24:25(13:11) | Czechy                                                                                                   | Varaždin Arena, Varaždin Widzów: 3780 Sędzia: Zotin, Volodkov |
| 23 stycznia 201820:30 | Filip Tałeski 5 · Filip Mirkułowski 4 · Stojancze Stoiłow 4 · Martin Wełkowski 4 · Dejan Manaskow 3 · Kirił Łazarow 2 · Goce Georgiewski 1 · Žarko Peševski 1 | 24:25(13:11) | 8 Pavel Horák · 6 Stanislav Kasparek · 4 Jakub Hrstka · 4 Ondřej Zdráhala · 2 Tomáš Číp · 1 Petr Šlachta | Varaždin Arena, Varaždin Widzów: 3780 Sędzia: Zotin, Volodkov |
| 23 stycznia 201820:30 | 2× · 2× | 24:25(13:11) | 5× · 3× · 1×                                                                                             | Varaždin Arena, Varaždin Widzów: 3780 Sędzia: Zotin, Volodkov |

| 24 stycznia 201816:00 | Słowenia | 26:26(11:12) | Czechy | Varaždin Arena, Varaždin Widzów: 2873 Sędzia: Santos, Fonseca |
| 24 stycznia 201816:00 |          | 26:26(11:12) |        | Varaždin Arena, Varaždin Widzów: 2873 Sędzia: Santos, Fonseca |

| 24 stycznia 201818:15 | Macedonia Północna | 20:31(12:12) | Dania | Varaždin Arena, Varaždin Widzów: 2343 Sędzia: Mažeika, Gatelis |
| 24 stycznia 201818:15 |                    | 20:31(12:12) |       | Varaždin Arena, Varaždin Widzów: 2343 Sędzia: Mažeika, Gatelis |

| 24 stycznia 201820:30 | Niemcy | 27:31(13:14) | Hiszpania | Varaždin Arena, Varaždin Widzów: 1289 Sędzia: Pichon, Reveret |
| 24 stycznia 201820:30 |        | 27:31(13:14) |           | Varaždin Arena, Varaždin Widzów: 1289 Sędzia: Pichon, Reveret |

## Faza pucharowa

### Mecz o 5. miejsce
| 26 stycznia 201815:30 | Chorwacja | 28:27(16:10) | Czechy | Arena Zagreb, Zagrzeb Widzów: 3500 Sędzia: Raluy, Sabroso |
| 26 stycznia 201815:30 |           | 28:27(16:10) |        | Arena Zagreb, Zagrzeb Widzów: 3500 Sędzia: Raluy, Sabroso |

### Mecze o miejsca 1–4
|  |                        |           |           |                        |    |           |           |       |
|  | Półfinały              | Półfinały | Półfinały |                        |    | Finał     | Finał     | Finał |
|  | Półfinały              | Półfinały | Półfinały |                        |    | Finał     | Finał     | Finał |
|  | 26 stycznia 2018 18:00 |           |           |                        |    |           |           |       |
|  |                        |           |           |                        |    |           |           |       |
|  | Francja                | Francja   | 23        |                        |    |           |           |       |
|  | Francja                | Francja   | 23        | 27 stycznia 2018 18:00 |    |           |           |       |
|  | Hiszpania              | Hiszpania | 27        |                        |    |           |           |       |
|  | Hiszpania              | Hiszpania | 27        |                        |    | Hiszpania | Hiszpania | 29    |
|  | 26 stycznia 2018 20:30 |           |           |                        |    | Hiszpania | Hiszpania | 29    |
|  |                        |           | Szwecja   | Szwecja                | 23 |           |           |       |
|  | Dania                  | Dania     | Szwecja   | Szwecja                | 23 | 34        |           |       |
|  | Dania                  | Dania     |           |                        |    |           |           |       |
|  | Szwecja                | Szwecja   | 35        |                        |    |           |           |       |
|  | Szwecja                | Szwecja   | 35        | Mecz o 3. miejsce      |    |           |           |       |
|  |                        |           |           |                        |    |           |           |       |
|  | 27 stycznia 2018 16:00 |           |           |                        |    |           |           |       |
|  |                        |           |           |                        |    |           |           |       |
|  | Francja                | Francja   | 32        |                        |    |           |           |       |
|  | Francja                | Francja   | 32        |                        |    |           |           |       |
|  | Dania                  | Dania     | 29        |                        |    |           |           |       |
|  | Dania                  | Dania     | 29        |                        |    |           |           |       |

| 26 stycznia 201818:00 | Francja | 23:27(9:15) | Hiszpania | Arena Zagreb, Zagrzeb Widzów: 6000 Sędzia: Nikolov, Nachevski |
| 26 stycznia 201818:00 |         | 23:27(9:15) |           | Arena Zagreb, Zagrzeb Widzów: 6000 Sędzia: Nikolov, Nachevski |

| 26 stycznia 201820:30 | Dania | 34:35 (pd.)(14:16, 28:28) | Szwecja | Arena Zagreb, Zagrzeb Widzów: 9000 Sędzia: Geipel, Helbig |
| 26 stycznia 201820:30 |       | 34:35 (pd.)(14:16, 28:28) |         | Arena Zagreb, Zagrzeb Widzów: 9000 Sędzia: Geipel, Helbig |

| 28 stycznia 201818:00 | Francja | 32:29(17:14) | Dania | Arena Zagreb, Zagrzeb Widzów: 6700 Sędzia: Dinu, Din |
| 28 stycznia 201818:00 |         | 32:29(17:14) |       | Arena Zagreb, Zagrzeb Widzów: 6700 Sędzia: Dinu, Din |

| 28 stycznia 201820:30 | Hiszpania | 29:23(12:14) | Szwecja | Arena Zagreb, Zagrzeb Widzów: 9000 Sędzia: Gubica, Milošević |
| 28 stycznia 201820:30 |           | 29:23(12:14) |         | Arena Zagreb, Zagrzeb Widzów: 9000 Sędzia: Gubica, Milošević |

## Klasyfikacja końcowa
| Miejsce | Reprezentacja      | Uwagi                   |
| ------- | ------------------ | ----------------------- |
| złoto   | Hiszpania          | awans: MŚ 2019, ME 2020 |
| srebro  | Szwecja            | –                       |
| brąz    | Francja            | –                       |
| 4.      | Dania              | –                       |
| 5.      | Chorwacja          | –                       |
| 6.      | Czechy             | –                       |
| 7.      | Norwegia           | –                       |
| 8.      | Słowenia           | –                       |
| 9.      | Niemcy             | –                       |
| 10.     | Białoruś           | –                       |
| 11.     | Macedonia Północna | –                       |
| 12.     | Serbia             | –                       |
| 13.     | Islandia           | –                       |
| 14.     | Węgry              | –                       |
| 15.     | Austria            | –                       |
| 16.     | Czarnogóra         | –                       |

## Nagrody indywidualne
Nagrody indywidualne otrzymali:
| MVP              | Najlepszy bramkarz | Najlepszy lewoskrzydłowy | Najlepszy lewy rozgrywający | Najlepszy środkowy rozgrywający | Najlepszy prawy rozgrywający | Najlepszy prawoskrzydłowy | Najlepszy obrotowy | Najlepszy obrońca |
| ---------------- | ------------------ | ------------------------ | --------------------------- | ------------------------------- | ---------------------------- | ------------------------- | ------------------ | ----------------- |
| Jim Gottfridsson | Vincent Gérard     | Manuel Štrlek            | Mikkel Hansen               | Sander Sagosen                  | Alex Dujshebaev              | Ferran Solé               | Jesper Nielsen     | Jakov Gojun       |

## Sponsorzy
Wśród sponsorów zawodów znajdowali się: Engelbert Strauss, Intersport, Gorenje, Grundfos, Raiffeisen, Lidl i Grawe.